# أديلينا أوتيرو وارين
ماريا أديلينا إيزابيل إميليا «نينا» أوتيرو وارين (23 أكتوبر 1881 – 3 يناير 1965) كانت مدافعة عن حق المرأة في الاقتراع، ومعلمة، وسياسية في الولايات المتحدة. خلقت أوتيرو وارن إرثًا من الخدمة المدنية من خلال عملها في التعليم والسياسة والصحة العامة. أصبحت واحدة من أوائل المسؤولين الحكوميين في نيو مكسيكو عندما شغلت منصب مديرة التعليم في سانتا فاي من عام 1917 إلى عام 1929. كانت أوتيرو وارين أول لاتينية ترشح لعضوية الكونغرس. في عام 1922، ترشحت لشغل مقعد في مجلس النواب الأمريكي كمرشحة جمهوري عن ولاية نيو مكسيكو.

## النشأة والتعليم

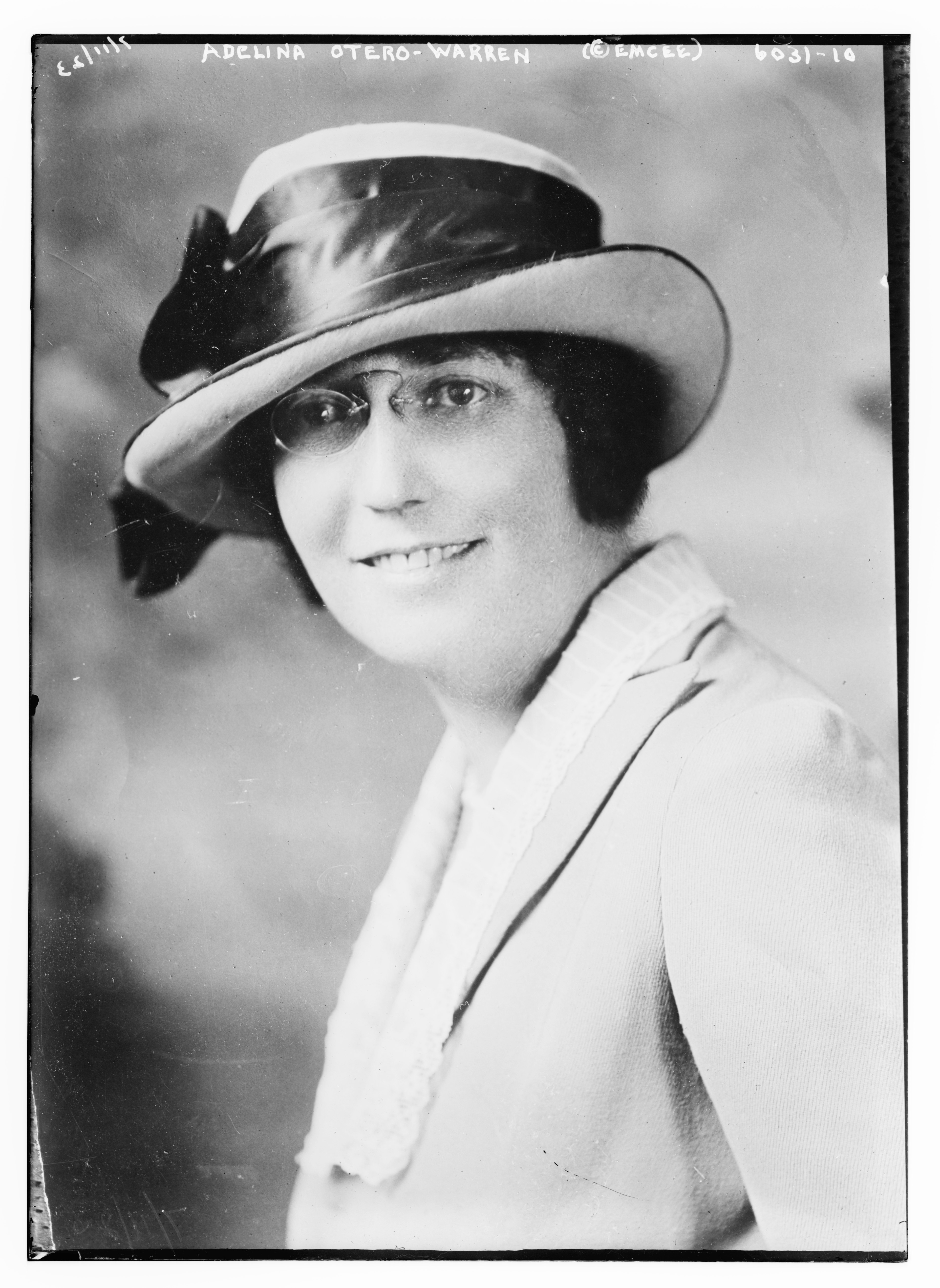
أديلينا أوتيرو وارين

في 23 أكتوبر 1881، ولدت ماريا أديلينا إيزابيل إميليا (نينا) أوتيرو في مزرعة عائلتها «لا كونستانسيا» بالقرب من لوس لوناس، نيو مكسيكو. كانت والدتها، إلويسا لونا أوتيرو بيرجير، ووالدها، مانويل بي أوتيرو، جزءًا من النخبة الإسبانية (المعروفة باسم هيسبانوس). كانت عائلة والدتها من بين أوائل الذين استقروا في نيو مكسيكو الذين وصلوا في عام 1598 خلال مستوطنة أونياتي. كان والدها أيضًا من نسل المستوطنين القدامى الذين هاجروا إلى نيو مكسيكو من إسبانيا عام 1786. كانت مانويل على مستوى عالي من التعليم، حيث كانت تدرس في واشنطن العاصمة في جامعة جورج تاون وفي ألمانيا في جامعة هايدلبرغ، بينما كانت والدتها تدرس في أكاديمية كاثوليكية في نيويورك. مكنت «حملات الأغنام» الناجحة لأسلافها في كاليفورنيا في عصر حمى الذهب الأسرة من تطوير روابط سياسية والارتقاء إلى أن يكونوا مالكين للأراضي. كان لأوتيرو وارين أخ أكبر، إدواردو، عاش من عام 1880 إلى عام 1932، وشقيق أصغر، مانويل، عاش من عام 1883 إلى عام 1963، وتسعة أخوة غير أشقاء.
في عام 1883، توفي والدها أثناء مشاجرة ضد مجموعة من الأَنْجلُو الذين شككوا في ملكيته، تاركًا ابنته يتيمة الأب وهي في الثانية من عمرها. في عام 1886، تزوجت والدة أوتيرو وارين من رجل إنجليزي ألفريد موريس بيرجير. كان رجل الأعمال قد هاجر إلى نيو مكسيكو في عام 1880 وعمل في المؤسسة التجارية للأخوين شبيجلبرج. كان على اتصال جيد بالعائلات التجارية الألمانية والأنجلو أمريكية في الأراضي المكسيكية الجديدة. دمج هذا الزواج متعدد الثقافات بين إلويسا وألفريد الأجندات السياسية والاقتصادية بين الأَنْجلُو والنخبة الإسبانية.
ربت والدتها أديلينا داخل المجال التقليدي لمزرعة الإسبانية في لوس لوناس، محاطة بالأقارب وغيرهم من العائلات الإسبانية الميسورة. عاشت عائلتهم في قصر لونا، وهو منزل من الطوب بُني ليشبه مزرعة جنوبية. بنت سكة حديد سانتا في قصر لونا في عام 1881 مقابل حقوق المرور عبر أرض لوناس. نشأت أديلينا، جزئيًا، من قبل مربية أيرلندية تدعى ماري إليزابيث دويل.
كانت والدتها ناشطة للتطورات الاجتماعية والتعليمية، وفي أوائل التسعينيات من القرن العشرين، أصبحت مديرة مجلس التعليم في سانتا في. وهي نموذج أم لسانتا في، فتحت منزلها للتبادل السياسي. ركزت والدتها على أهمية التعليم، وتحسين المدارس محليًا، ورعاية الفقراء والمرضى.
من 1892 إلى 1894، التحقت أوتيرو وارين بمدرسة داخلية كاثوليكية خاصة (عُرفت فيما بعد باسم كلية ماريفيل للقلب المقدس) في سانت لويس بولاية ميسوري. ساعدت هذه المدرسة في تطوير وعيها الاجتماعي، وأرسلت فكرة أن النساء يمكن أن يكون لهن وظائف كمعلمات وقادة مجتمع. حتى منذ صغرها، تتذكر عائلتها رغباتها في القيادة، واصفةً أنها «كانت تمتلك عقل الأسرة». بعد عودتها من الوقت الذي قضته في سانت لويس، علمت إخوتها ما تعلمته في المدرسة، وطلبت من أقاربها الذكور تعليمها كيفية إطلاق النار بالمسدسات والأسلحة النارية الأخرى حتى تتمكن من حماية نفسها.
في عام 1897، انتقلت إلى سانتا في، نيو مكسيكو، عندما عُين ميغيل أنطونيو أوتيرو الثاني، ابن عم والدها مانويل، حاكمًا إقليميًا لنيو مكسيكو (1897-1906).